# Allegheny Vallis
Allegheny Vallis es una formación geológica de tipo vallis (valle) en la superficie de Marte, localizada con el sistema de coordenadas planetocéntricas a -8.41° latitud N y 307.21° longitud E, que mide 171.08 km de diámetro. El nombre fue aprobado por la Unión Astronómica Internacional en el año 2003 y hace referencia a una de las características de albedo en Marte que toma el nombre del río Allegheny en Pennsylvania, Estados Unidos.